# Pembrokeshire
Pembrokeshire (Sir Benfro in gallese) è una contea del sud-ovest del Galles nel Regno Unito.

## Geografia fisica
La contea è costituita da una penisola bagnata a nord dal canale di San Giorgio e ad ovest e a sud dal mare Celtico. Ad est confina con le contee di Ceredigion e Carmarthenshire.
Il territorio è prevalentemente pianeggiante o ondulato. A nord si elevano le colline Mynydd Preseli, ricoperte dalla tipica vegetazione della brughiera. È qui che la contea raggiunge la massima altezza di 536 metri con la collina di Foel Cwmcerwyn. La costa è frastagliata e contraddistinta da alte pareti rocciose. Non mancano le spiagge sabbiose. Il fiume principale è il Cleddau, diviso in due rami (Western Cleddau e Eastern Cleddau), che si incontrano nel Daugleddau, un lunghissimo e ramificato estuario. Prima di arrivare in mare aperto, l'estuario di Daugleddau si apre a formare il Milford Haven, un ampio porto naturale. Fanno parte della contea diverse isole: Caldey, Skokholm, Skomer e Ramsey. 
L'isola di Ramsey a nord e quella di Skomer a sud delimitano nell'estremo ovest della contea, la baia di St Brides, che ha tra le migliori spiagge del Galles. Il capoluogo di contea è Haverfordwest (Hwlffordd), città posta all'interno, sulWestern Cleddau. Sull'estuario del Daugleddau sorgono le città di Milford Haven, il porto più importante del Galles, e Pembroke Dock. Poco distante da quest'ultima è situata Pembroke (Penfro), dominata dal castello medievale, l'antica capitale della contea. Nel sud-est è posta la storica città balneare di Tenby (Dinbych Y Pysgod) posta sulla Carmarthen Bay. A ovest, in prossimità del capo di St David, sorge la cittadina di St David's (Tyddewi), tradizionale luogo di pellegrinaggio. Sulla costa nord è situata la città portuale di Fishguard (Abergwaun) che ha un regolare servizio di traghetti con Rosslare in Irlanda. Quasi tutta la costa della contea e parte dell'interno sono protette da un parco nazionale istituito nel 1952.

## Insediamenti
La città capoluogo della contea è Haverfordwest. 
Altre città sono Pembroke, Pembroke Dock, Milford Haven, Fishguard, Tenby, Narberth, Neyland e Newport. Nell'ovest della contea, St Davids è la città più piccola del Regno Unito in termini di dimensioni e popolazione (1 841 nel 2011). Saundersfoot è il villaggio più popoloso (oltre 2 500 abitanti) del Pembrokeshire.

## Amministrazione
La contea ebbe per la prima volta un consiglio di contea elettivo dal 1889 al 1974. Nel 1974 il Pembrokeshire fece parte della contea non metropolitana di Dyfed e fu diviso nei distretti di South Pembrokeshire e di Preseli. Dal 1996 è divenuto una unitary authority (distretto unitario).

## Monumenti e luoghi d'interesse

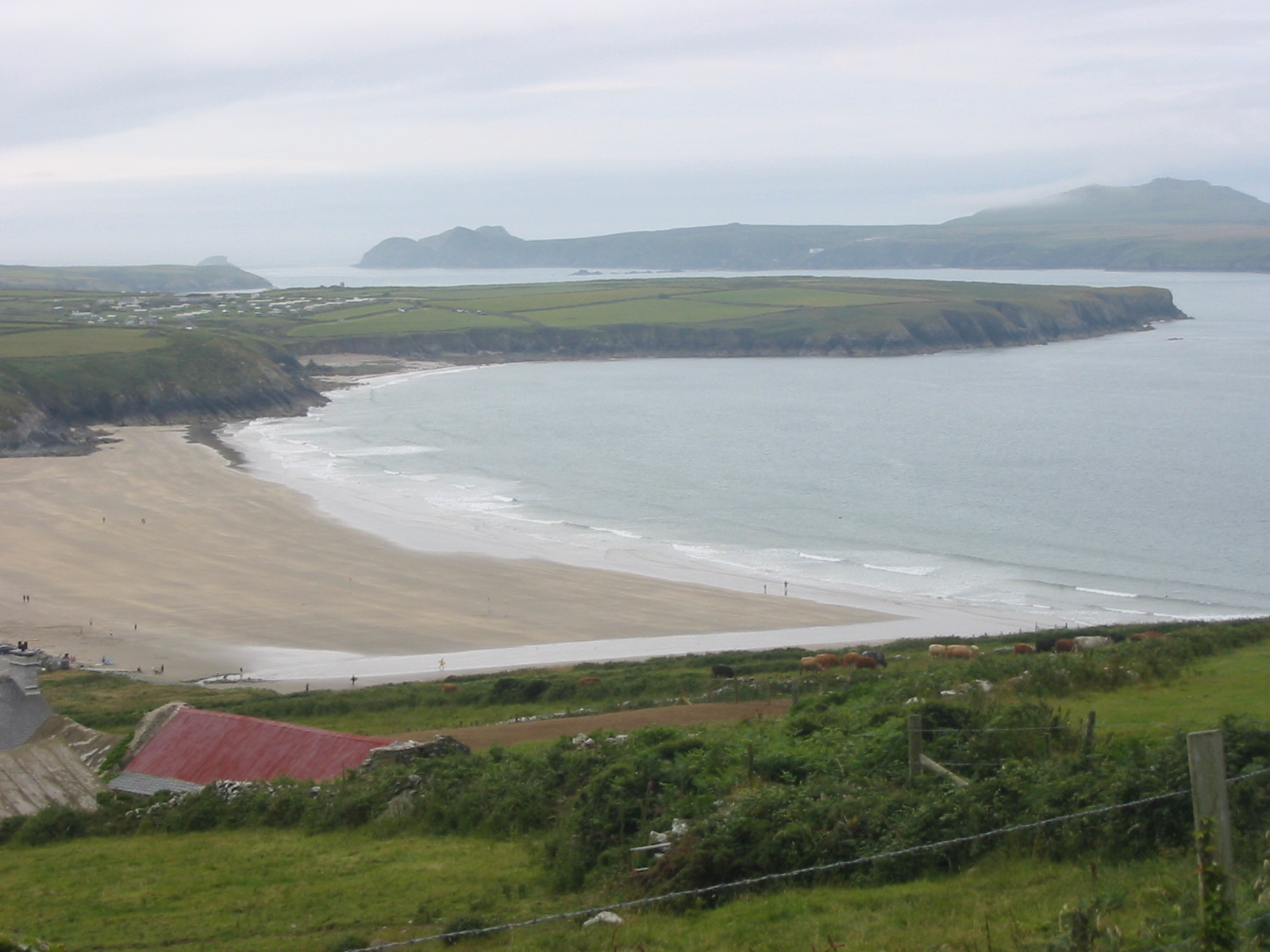
L'isola di Ramsey vista da St David's

- Bosherston, con i Bosherston Lily Ponds, la spiaggia di Broad Heaven South e il promontorio di St Govan's Head (con la cappella di St. Govan)
- Broad Haven, località balneare sulla St Bride's Bay
- Carew Castle (rovine di un castello abbandonato nel 1690) e mulino a marea, nel villaggio di Carew). Il mulino a marea, tuttora funzionante, è situato nelle vicinanze del castello.
- Carreg Samson, dolmen nei pressi del villaggio di Abercastle (comunità di Mathry)[3][4][5]
- Cattedrale di St David's, fondata sul luogo in cui San David nel VI secolo fondò una comunità monastica
- Cresswell Castle, castello del XIII secolo sulle rive del fiume Cresswell.
- Colline Preseli, poste nel nord della contea, vi si trovano numerosi resti archeologici preistorici.
- Faro di Strumble Head, faro del 1908 posto su un isolotto roccioso collegato da un ponte alla terraferma.

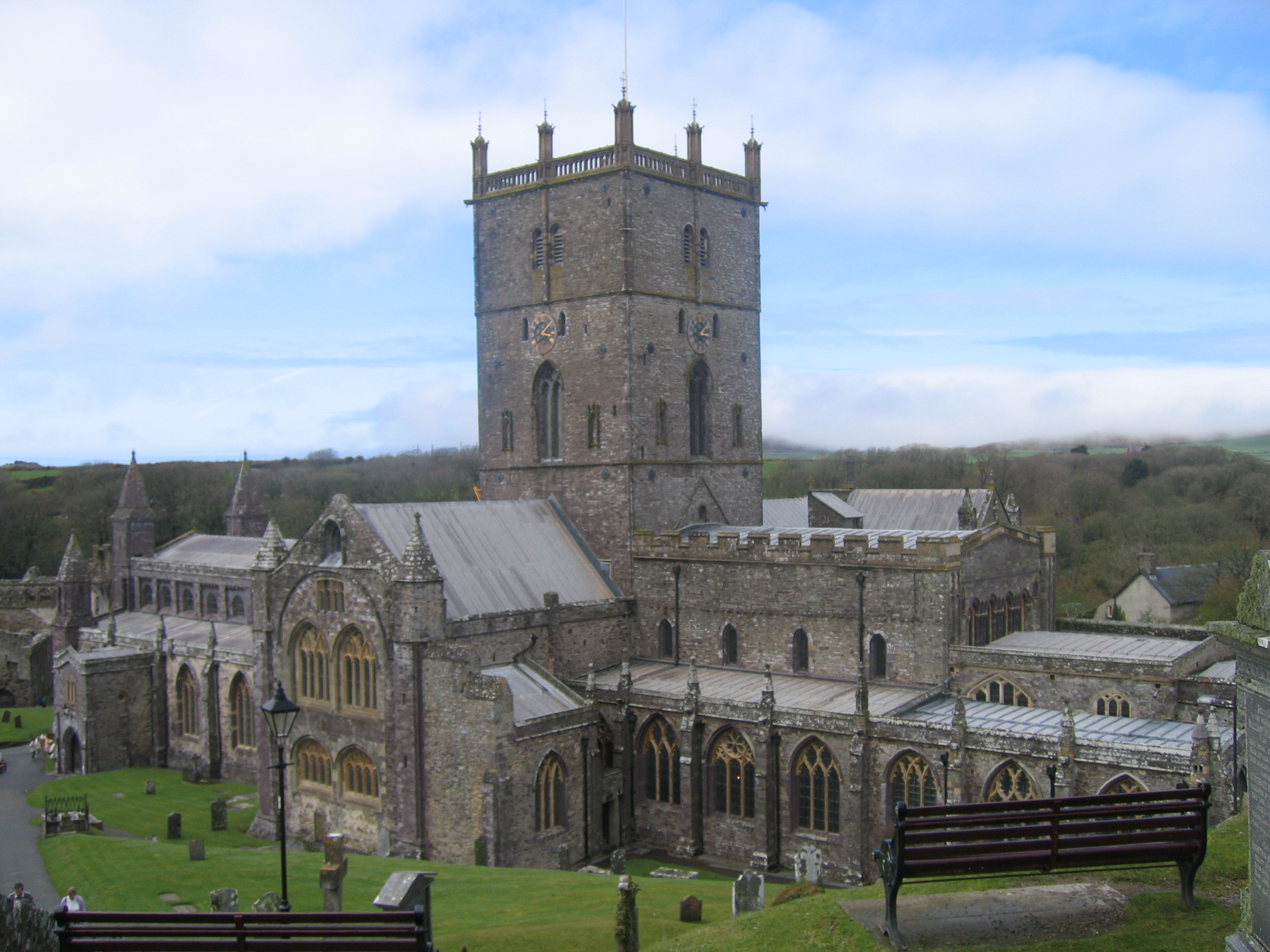
Cattedrale di St David

- Fonte di Santa Margherita, una delle fonti sacre del Galles, a Templeton[6]
- Haverfordwest Castle, rovine del castello normanno, a Haverfordwest.
- Isola di Caldey, collegata a Tenby da un servizio di traghetti, ospita un monastero cistercense.
- Isola di Grassholm, riserva naturale a circa 18 km dalla costa. Ha una delle più grandi colonie di sule (Morus bassanus) al mondo.
- Isola di Ramsey, riserva naturale ad 1 km dalla costa. Ospita grandi colonie di uccelli marini e di foche grigie.
- Isola di Skomer, riserva naturale, ospita più di mezzo milione di uccelli marini e una grande popolazione di foche grigie.
- Isola di Skokholm, riserva naturale con una ricca popolazione di uccelli marini.

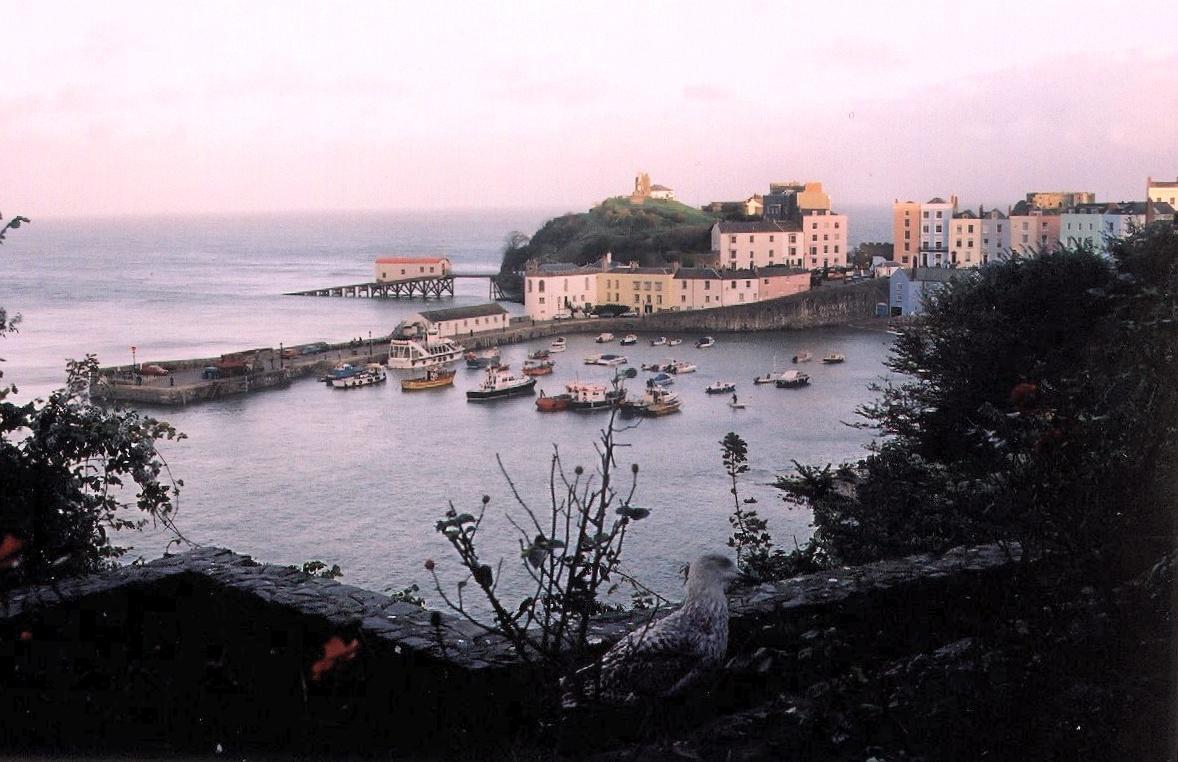
Il porto di Tenby con l'alta marea

- Manorbier Castle, castello del XII secolo nel villaggio di Manorbier. Vi nacque nel 1146 il letterato Giraldus Cambrensis (Geraldo del Galles).
- Narberth Castle, rovine di un castello del XIII secolo a Narberth
- Pembroke Castle, castello si cui si iniziò la costruzione nel 1093. Vi nacque il re Enrico VII d'Inghilterra.
- Pembrokeshire Coast Path, un sentiero lungo tutta la costa della penisola.
- Pembrokeshire Motor Museum, museo di auto d'epoca a Keeston.
- Pentre Ifan, sito megalitico nei pressi del villaggio di Nevern.
- Picton Castle, castello del XIII secolo.
- Porthgain
- Saundersfoot, località balneare sulla Baia di Carmarthen
- Sentence Castle, a Templeton[6]
- Solva, pittoresco villaggio situato in un porto naturale della St Bride's Bay, alla foce del fiume Solva
- St Dogmaels, con l'abbazia di St Dogmaels
- Tenby, storica cittadina con un porto che si svuota con la bassa marea, dominata dalle rovine di un castello normanno.
- Wiston Castle, castello del XIII secolo.